# Majdouline Idrissi
Majdouline Idrissi es el nombre de una actriz marroquí nacida el 10 de marzo de 1977.

## Biografía
Idrissi nació en Rabat. Sus primeros años residió en Montreal.

## Filmografía
- 2006 : La Symphonie marocaine de Kamal Kamal : Habiba
- 2009 : Camille and Jamila : Jamila
- 2010 : Pégase de Mohamed Mouftakir : Rihanna
- 2011 : Sur la route du paradis : Leila
- 2013 : Sarirou al assrar
- 2014 : L'Orchestre des aveugles : Fatima
- 2014 : Itar el-layl : Nadia
- 2016

```
: 
Divines
 : Myriam
```